# Diamonds (honkbalclub)
De Diamonds is een honkbal- en softbalvereniging uit Nieuwegein.
De vereniging speelt op het sportterrein aan de Taludweg in Nieuwegein waar men een clubgebouw, een honkbalveld, een softbalveld en een veld geschikt voor de jeugdspelsoorten peanutbal en opgooibal tot zijn beschikking heeft. De vereniging telt twee herenhonkbalseniorenteams, drie seniorenherensoftbalteams, twee damesseniorensoftbalteams, twee honkbalaspirantenteams, een pupillenteam en een peanutteam. Het eerste honkbalteam komt uit in de derde klasse, het eerste herensoftbalteam in de tweede klasse en het eerste damessoftbalteam in de vierde klasse.